# Huff-Daland LB-1
Huff-Daland LB-1 là một loại máy bay ném bom hạng nhẹ hai tầng cánh của Hoa Kỳ trong thập niên 1920.

## Biến thể
XLB-1
LB-1

## Quốc gia sử dụng
Hoa Kỳ
- Cục Không quân Lục quân Hoa Kỳ

## Tính năng kỹ chiến thuật
Dữ liệu lấy từ  Hoa Kỳ Military Aircraft since 1909
Đặc điểm tổng quát
- Kíp lái: 4[2]
- Chiều dài: 46 ft 2 in (14.07 m)
- Sải cánh: 60 ft 6 in (20.27 m)
- Chiều cao: 14 ft 11 in (4.55 m)
- Diện tích cánh: 1,137 ft2 (105.7 m2)
- Trọng lượng rỗng: 6.237 lb (2.876 kg)
- Trọng lượng có tải: 12.415 lb (5.631 kg)
- Động cơ: 1 × Packard 2A-2500, 787 hp (587 kW) mỗi chiếc

Hiệu suất bay
- Vận tốc cực đại: 120 mph (190 km/h)
- Vận tốc hành trình: 105 mph (169 km/h)
- Tầm bay: 430 dặm (692 km)
- Trần bay: 11.150 ft (3.400 m)
- Vận tốc lên cao: 530 ft/min (2,7 m/s)

Vũ khí trang bị
- 5 × súng máy.30
- 2.750 lb (1.250 kg) bom